# Pé-de-Moleque

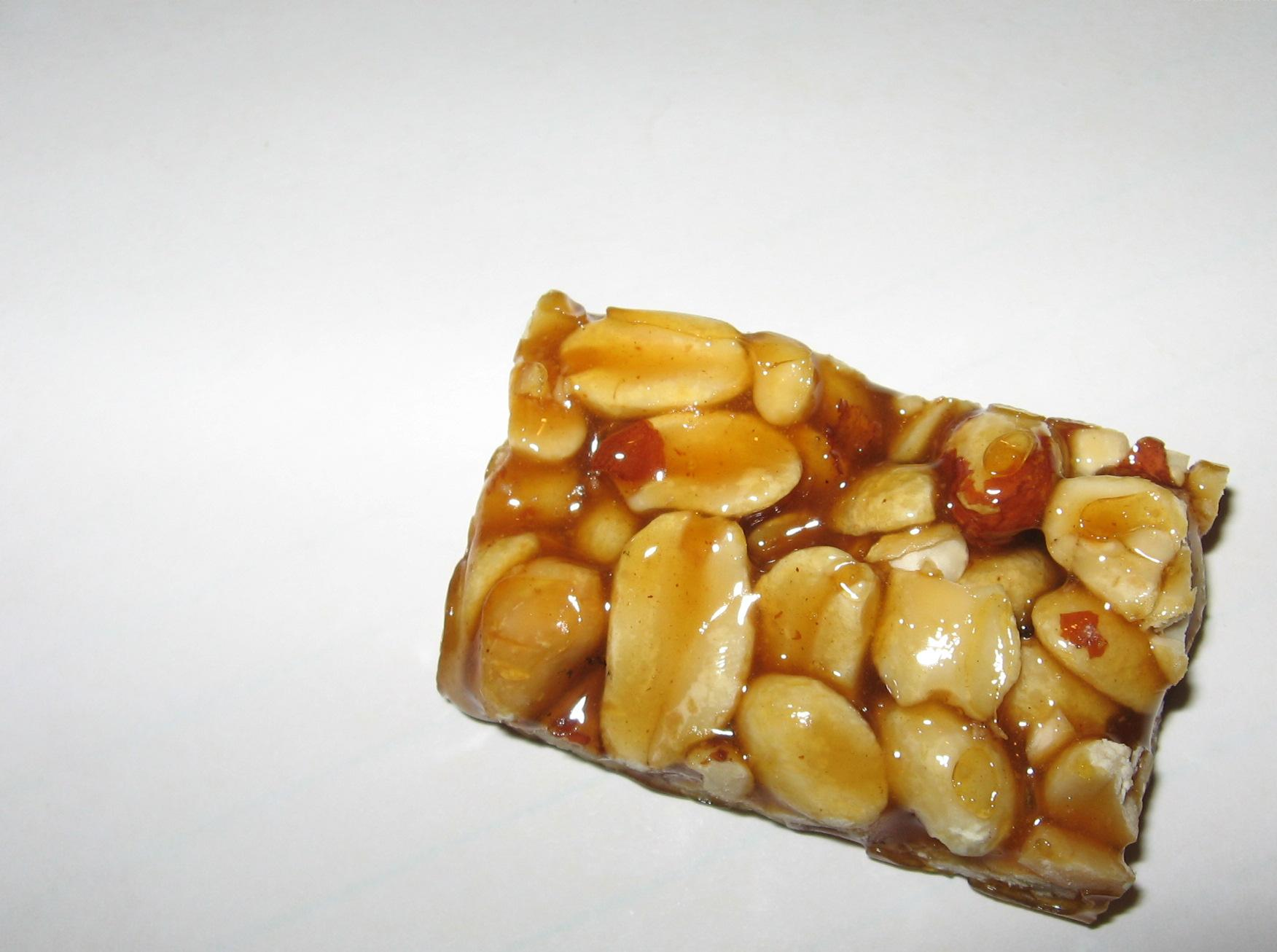
Pé-de-moleque

Pé-de-Moleque (port. Fuß des Straßenjungen) ist eine vor allem im Süden und Südwesten Brasiliens verbreitete Süßware. Sie wird aus Nüssen, Zucker und Karamell hergestellt.
Berühmt für diese Süßigkeit ist die kleine Stadt Piranguinho, in der auch im Rahmen eines Rekordversuchs der weltgrößte Pé de Moleque hergestellt wurde.
Ein berühmter Liebhaber der Süßwaren war Juscelino Kubitschek, ein ehemaliger Präsident des Landes.